# Passacaglia (Balada)
Passacaglia para orquestra is een compositie van Leonardo Balada. Balada schreef veel van zijn werken in één bepaalde stijl. Muziek uit oudere tijden werd naar de hedendaagse klassieke muziek getild. Bij dit werk is het volgens de Spaanse componist juist andersom. De moderne passacaglia wordt langzaam getransformeerd in de Spaanse pasacalle. Het werk werd gecomponeerd op verzoek van een concours voor dirigenten, uitgeschreven door het Orquestra de Cadaqués in juli 2000. Het werk kreeg toen diverse uitvoeringen, maar geen van de ingeschreven dirigenten haalde de eerste plaats. Balada zat samen met onder andere Neville Marriner en Adrian Leaper in de jury. De eerste publieke uitvoering vond pas plaats in 2003. In Madrid speelde het Orquestra de Cadaqués het toen onder leiding van Neville Marriner.
De passacaglia is geschreven voor:
- 2 dwarsfluiten, 2 hobo’s, 2 klarinetten, 2 fagotten
- 2 hoorns, 2 trompetten
- percussie
- violen, altviolen, celli, contrabassen